# Saint-Aubin-de-Bonneval
Saint-Aubin-de-Bonneval är en kommun i departementet Orne i regionen Normandie i nordvästra Frankrike. Kommunen ligger i kantonen Vimoutiers som tillhör arrondissementet Argentan. År 2022 hade Saint-Aubin-de-Bonneval 131 invånare.

## Befolkningsutveckling
Antalet invånare i kommunen Saint-Aubin-de-Bonneval
| Referens: INSEE |